# La Guita
La Guita: periodich satirich, humoristich, il·lustrat, donará'l menos una cossa cada senmana va ser una publicació periòdica apareguda a Reus el 1879.
Quan va desaparèixer Lo Campanar de Reus, un periòdic satíric i catalanista, va sortir com a continuació aquesta nova revista escrita en català que també es definia com a satírica. Tenia una capçalera il·lustrada dibuixada per Felip Albiol, que ja havia col·laborat a Lo Campanar de Reus. Sembla que el director era el mateix que a Lo Campanar, Josep Déu Francesch, i hi col·laboraven Pere Ortal i Pere Ripoll. Només se'n coneix un número, Any I, cossa 1 (19 juliol 1879), i se suposa que no en sortiren més. S'imprimia a la Imprenta del Centro per Esteve Pàmies i tenia un format de 4 pàgines i 36 cm. Donava com a lloc de redacció la plaça de les Garrofes, 2, baixos.
La publicació la descriuen Joan Torrent i Rafael Tasis: "La capçalera damunt del títol presentava un dibuix amb una mula eixarrancada amb el cap ficat sota una ferradura. Preu de venda, dos quartos el número solt".
El número 1 i potser únic d'aquesta publicació es pot trobar a l'Arxiu Històric de la Ciutat de Barcelona i a la Biblioteca de Catalunya. El periodista i historiador reusenc Gras i Elies diu que "murió al nacer". L'historiador de la cultura reusenca Joaquim Santasusagna també en parla i diu que La Guita va substituir Lo Campanar de Reus de forma immediata, ja que va sortir la setmana següent de la seva desaparició.